# Erica azorica
Erica azorica — вид растений рода Эрика, семейства Вересковые, эндемик Азорских островов.

## Описание
Микро-мезофанерофит, обычно принимающий размер кустарника, но который может достигать около 6 м в высоту в местах, защищенных от ветра и с плодородной почвой. Листья светло-зеленые, что придает растению контрастный цвет с большей частью естественной растительности Азорских островов, обычно сине-зеленой. Весной дистальная часть ветвей имеет отчетливый коричневатый цвет.
Появляется среди первых растений, заселяющих недавно обезлесенные территории. Это делает его полезным для восстановления растительности пространств, которые должны быть экологически восстановлены. 
Является одним из самых известных видов естественной растительности на Азорских островах. Встречается на всех островах архипелага, в местах обитания от побережья до самых высоких гор, и отсутствует только на вершине горы Пику. Несмотря на его распространенность, это охраняемый вид.
Вид широко используется в качестве дров. Его также используют для изготовления метел, используя плотность и гибкость его ветвей, покрытых большим количеством маленьких, очень узких, похожих на волосы листьев.

## Галерея

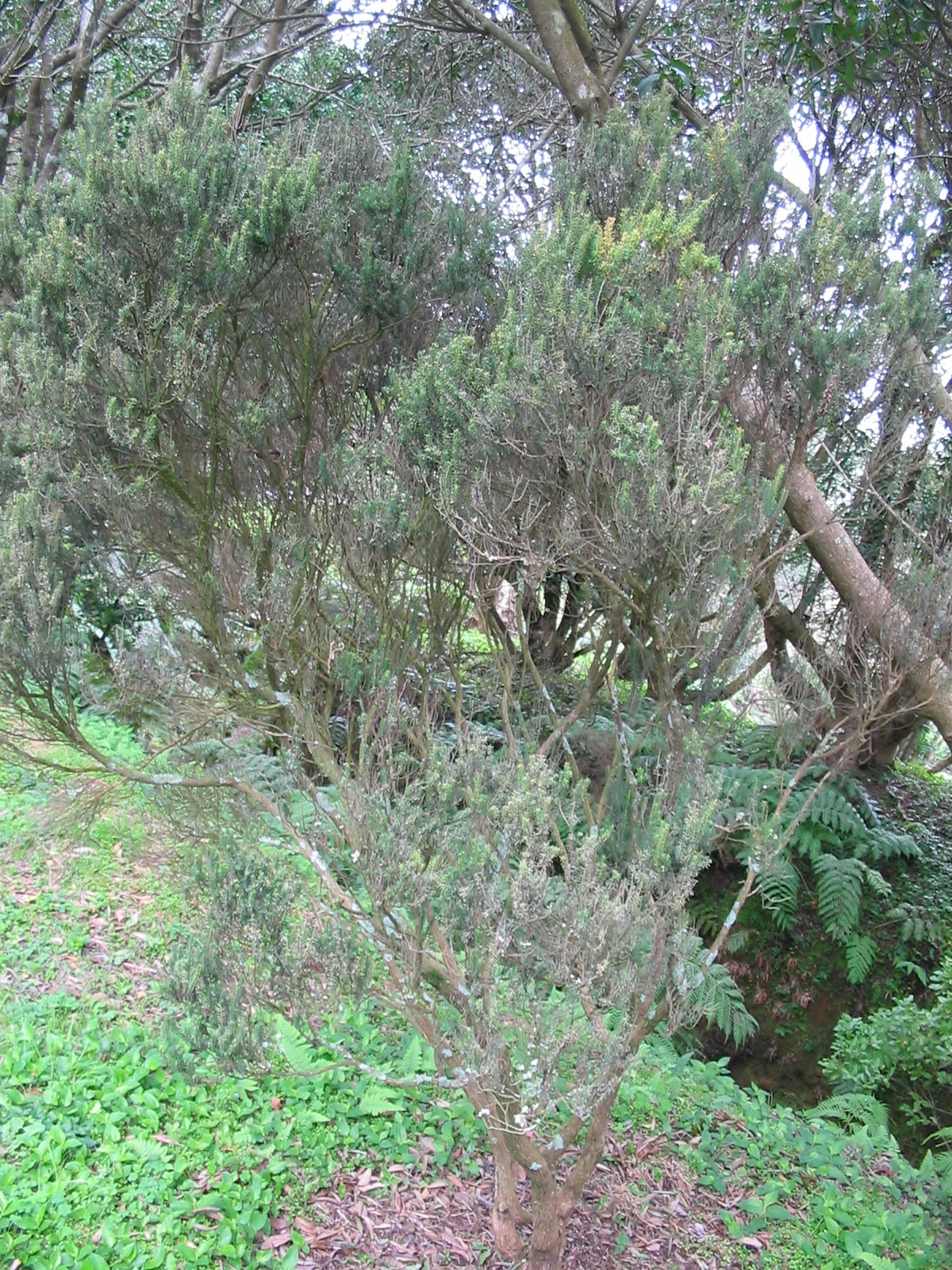
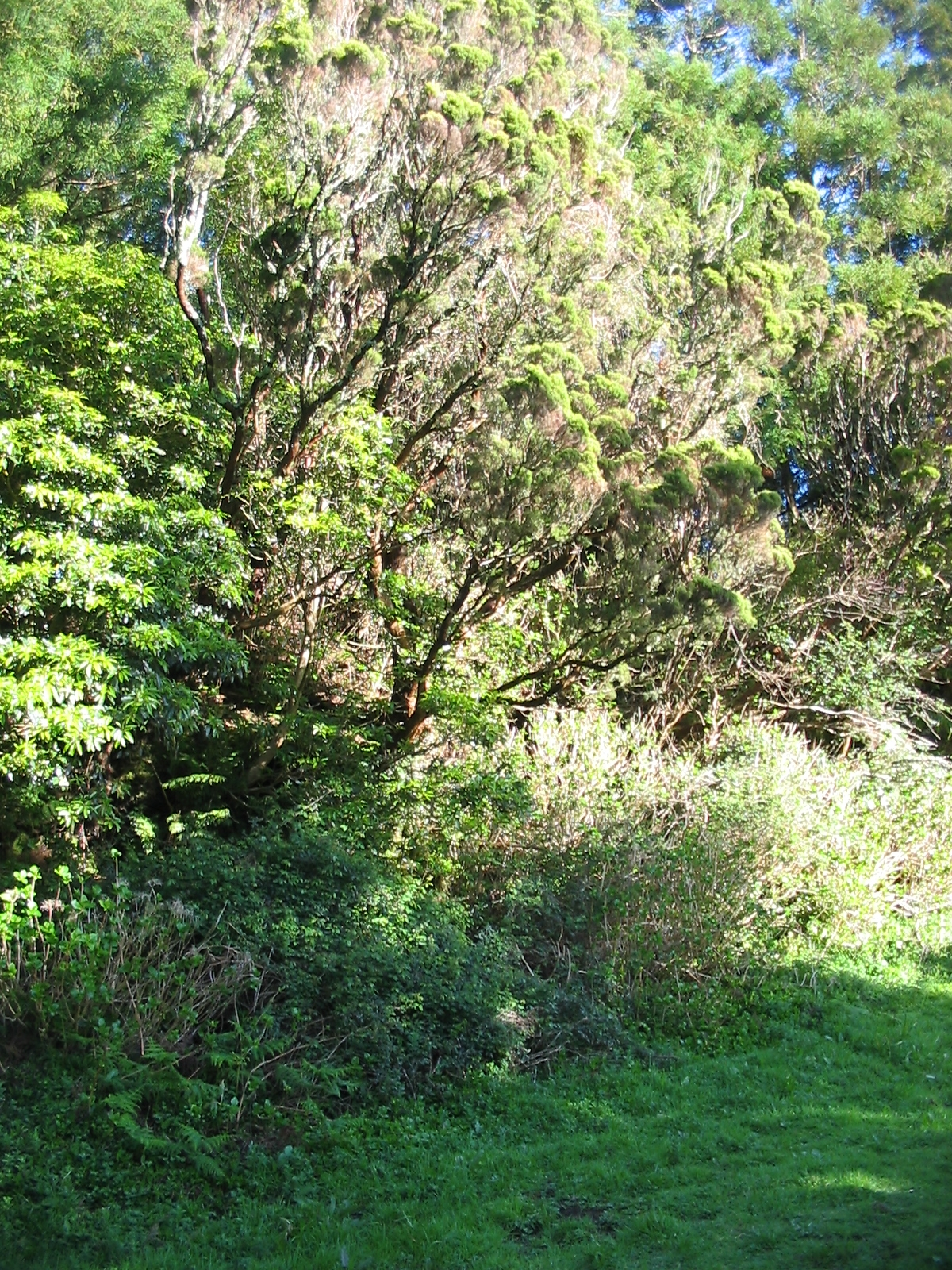
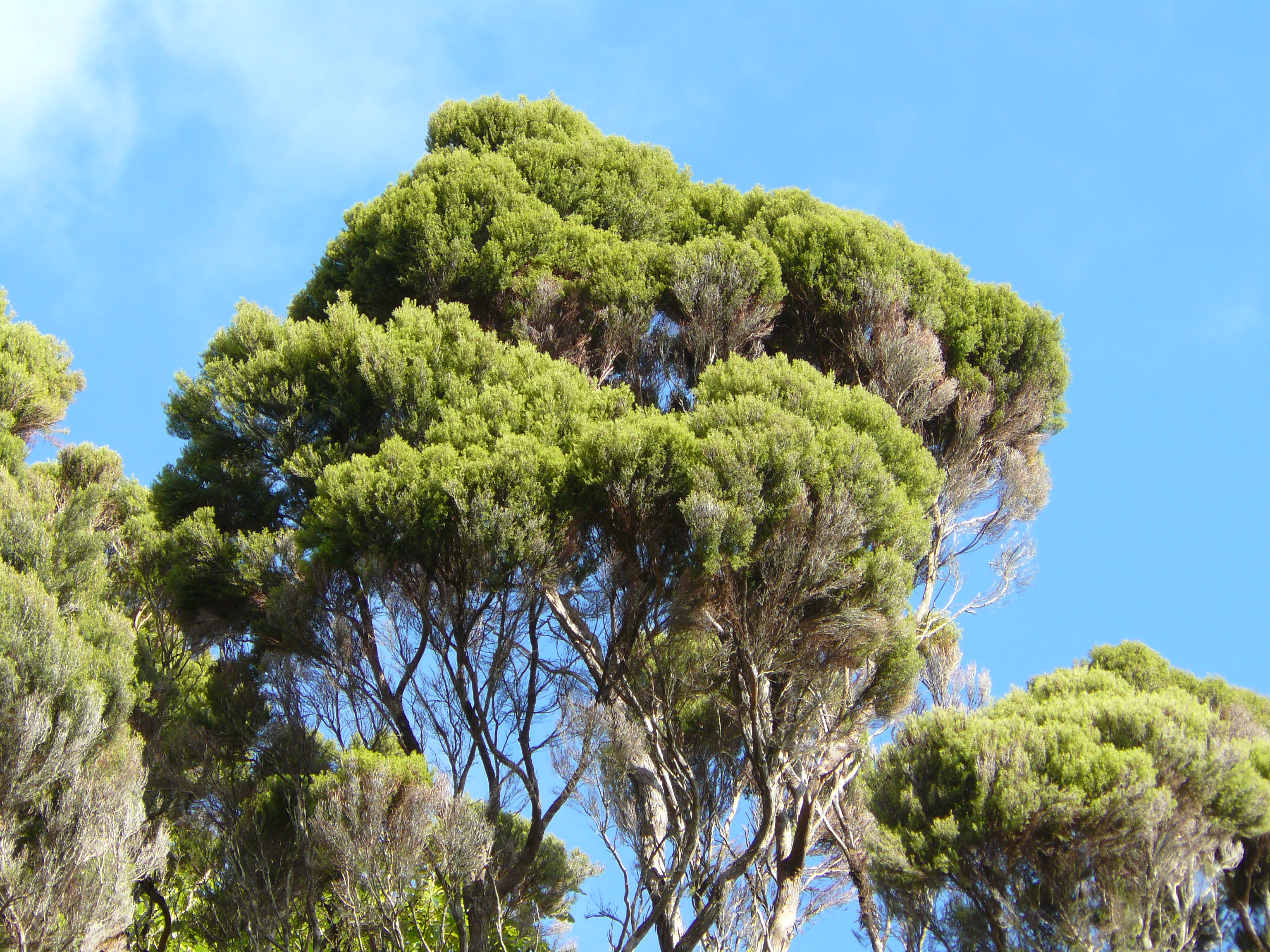
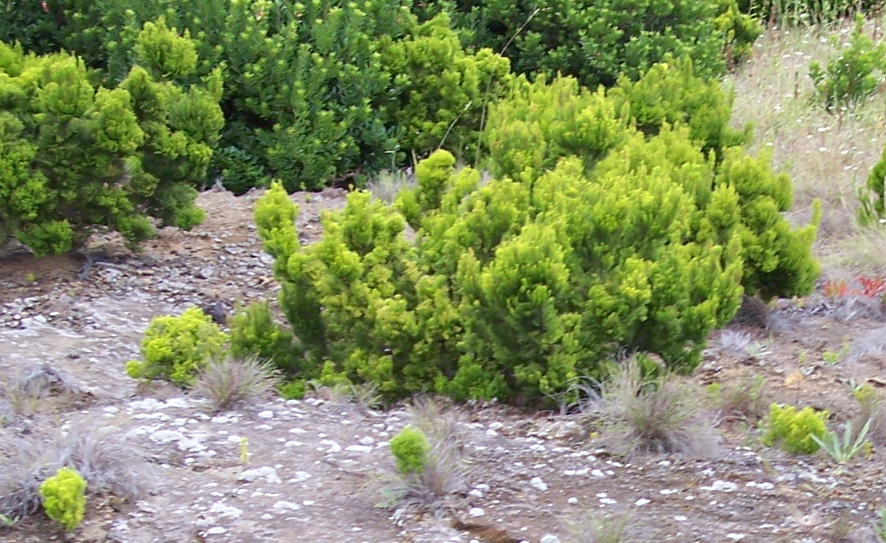